# 張文熙 (萬曆癸丑進士)
張文熙（？—？），字孕白，號燦衡，北直隶河间府景州人，明朝政治人物。

## 生平
万历四十年（1612年）張文熙登壬子科順天鄉試，萬曆四十一年（1613年）聯捷癸丑科进士，初知山東東阿縣、樂安縣，有惠政，民咸德之。天启二年（1622年），擢拜浙江道监察御史，奉命巡南直隶，执法不挠，还稽察光禄，晋太仆寺卿。所至裁冗抑滥，初马政废而买俵之议起，积弊日久，累尽归民，每解一马费辄数倍，解户往往多破产。额设盐引向有一定章程，至是改为坐派，按丁散食，尝一丁而派数丁之盐，商丁大困。时朝廷宵小用事，上下容忍为奸，侵夺无艺，而景尤被害。文熙既谢言责，不敢引桑梓嫌，侃侃持正论，卒汰解费什之五六，减改派者半。白莲妖人倡乱山左，武邑盗群掠景西，声言为援，景仓卒间势甚岌岌。先是五日曹铨部思诚以艰归里，闻变扶柩入州城，议战守备，思诚固度东援师且至，与文熙亟驰书监军，请便道得专讨贼。师至，羣盗歼焉。文熙以与时不合归里，后筑室郊外，扃户兀坐，陈古今经史图籍，朝夕吟咏披览，门生故吏罕得见者。母老，曲尽色养。遇岁歉，岁发馀廪赈贫乏。卒年五十。所著有《如是言》、《平情录》，崇祀乡贤，学者称为雪菴先生。

## 家族
祖张守用，代州大使。父应豸，庠生。
配封氏，累赠淑人，嗣子国範，字式階，順治戊子科舉人。侧室姜氏生子国鼎。侧室金氏生子国治。侄張國樞，崇祯十三年庚辰科进士。